# Zygaspis dolichomenta
Espèce
Synonymes
- Amphisbaena dolichomenta Witte & Laurent, 1942
- Amphisbaena dolichomenta meridionalis Witte & Laurent, 1942
- Zygaspis quadrifrons dolichomenta (Witte & Laurent, 1942)

Zygaspis dolichomenta est une espèce d'amphisbènes de la famille des Amphisbaenidae.

## Répartition
Cette espèce est endémique de la République démocratique du Congo.

## Publication originale
- de Witte & Laurent, 1942 : Contribution à la systématique de Amphisbaenidae du Congo belge. Revue de zoologie et de botanique africaines, vol. 36, no 1, p. 67-86.